# Gevestigde media
In de journalistiek zijn de gevestigde media (in modern spraakgebruik ook wel mainstream media of kortweg msm) de traditionele massamedia die het grote publiek ('de massa') voorzien van informatie en daarbij voornamelijk de algemeen heersende opvattingen uitdragen en vormen. De term 'mainstream media' is overgenomen van het Engels en betekent letterlijk 'hoofdstroming van de media'. De gevestigde media staan tegenover de alternatieve media, die overwegend aandacht hebben voor onderwerpen en meningen die bij de gevestigde media minder aan bod komen.

## Verschijningsvormen
Vanouds verschenen de gevestigde media in gedrukte vorm. Deze media zijn onder te verdelen in kranten, tijdschriften en boeken. Later kwamen daar de gesproken en beeldende massamedia film, radio en televisie bij. Met de komst van digitale media is de informatievoorziening voor een deel verplaatst naar online en steeds meer via internet beschikbaar gekomen.

## Aanbieders
De grote aanbieders van gevestigde media, zoals kranten, televisieomroepen en radio-omroepen, verzorgen tezamen wat het merendeel van de consumenten te zien en horen krijgt. Voorbeelden zijn ABC News, The New York Times en Fox News in de Verenigde Staten, Bild en Frankfurter Allgemeine Zeitung in Duitsland, of De Volkskrant, NOS en RTL Nieuws in Nederland. Het gaat om professionele mediabedrijven die de nodige middelen hebben om originele berichtgeving te verzorgen. Ze hebben journalisten in dienst om het nieuws te brengen, redacteuren om kwaliteit en nauwkeurigheid te verzorgen, en mediapersoneel om het nieuws via verschillende kanalen te presenteren.
Door overname van concurrerende media heeft sinds eind 20e eeuw een enorme concentratie van macht binnen de media plaatsgevonden. De Engelse term 'mainstream media' wordt sindsdien vaak gebruikt voor deze grote mediaconglomeraten, waaronder de grote kranten en omroepmedia, die in veel landen opeenvolgende fusies hebben ondergaan. De concentratie van media-eigendom heeft geleid tot bezorgdheid over homogenisering van de inhoud en opvattingen die consumenten aangeboden krijgen. Bijgevolg wordt de term 'mainstream media' ook wel denigrerend gebruikt in debatten over massamedia en mediavooringenomenheid.